# Xing’an (Provinz)

Ehemalige Provinz Xing’an

Provinzgliederung innerhalb Mandschukuos 1939–1943 mit Nord-Xing’an (rosa) im Nordwesten

Xing’an (chinesisch 興安省, Pinyin Xīng'ān shěng) bzw. Hsingan war eine ehemalige Provinz im Nordosten Chinas, die von der Provinz Heilongjiang abgetrennt worden war und auf dem Gebiet der heutigen autonomen Region Innere Mongolei lag. Hailar war die Hauptstadt. Xing’an wurde 1932 als administrative Unterabteilung des japanisch kontrollierten Reiches Mandschukuo gegründet. Von 1939 bis 1943 war die Provinz in zwei Teile unterteilt: Der östlich des Xing’an-Gebirges liegende Teil wurde zur Provinz Ost-Xing’an, der westlich davon gelegene Teil (das ehemalige Barga-Gebiet) zur Provinz Nord-Xing’an.
Xing’an war Schauplatz mehrerer Zusammenstöße in den sowjetisch-japanischen Grenzkriegen, insbesondere des Nomonhan-Zwischenfalls am Chalchin-Gol, bei dem die Truppen der japanischen Kwantung-Armee und der kaiserlichen Armee von Mandschukuo 1939 von der sowjetischen Roten Armee besiegt wurden.
Nach der Annexion Mandschukuos durch die Republik China nach Ende des Zweiten Weltkriegs erkannte die Kuomintang das Gebiet weiterhin als Provinz Xing’an mit der Hauptstadt Hailar an, konnte aber nie eine tatsächliche Macht ausüben. Unter der Verwaltung der Volksrepublik China ab 1949 wurde das Gebiet jedoch der Autonomen Region Innere Mongolei angegliedert und ist nun Teil der Stadt Hulun Buir. Bestand die Bevölkerung früher vorwiegend aus mongolischen Barguten und Daur, bilden heute Han-Chinesen die Mehrheit.